# Mehmed Ali Ćerimović
Mehmed Ali Ćerimović (Ljubuški, 1872. – Sarajevo, 2. ožujka 1943.), hrvatski vjerski pisac, sudac i književnik iz BiH.

## Životopisi
Rođen u Ljubuškom. U Ljubuškom je stekao prvu vjersku izobrazbu, mekteb i nekoliko razreda mjesne medrese. U Mostaru je pohađao niže opće srednje učilište (ruždiju) i nekoliko godina višeg srednjeg učilišta (medrese). U Sarajevu 1896. završio vjersko (Šerijatsko) sudačko učilište.
Bio vjerski (šerijatski) sudac u Mostaru, Bihaću, Ljubinju, Bijeljini, Travniku i Sarajevu. Umirovljen 1935. Godine 1937. izabran na mjestu zamjenika člana vakufsko-mearifskog sabora u Sarajevu. 1938. postaje član Skupštine vjerskih učenjaka (Ulema-medžlisa).
Književnošću se bavi od 1932. Radio je kao ugovorni nastavnik na Višem islamskom sudačko-bogoslovnom učilištu u Sarajevu. Pisao je za hrvatske muslimanske listove Islamski svijet, Novi Behar, El-Hidaje, Glasnik Islamske vjerske zajednice. Surađivao u kalendarima Narodna uzdanica, Gajret i Hrvat. Umro je u Sarajevu 2. ožujka 1943.